# Frankrigs parlamentsvalg 2024
Frankrigs parlamentsvalg 2024 fandt sted 30. juni 2024 og 7. juli 2024. Ved valget var samtlige 577 medlemmer af den 17. Nationalforsamling i den femte franske republik på valg.
Valget fandt sted i kølvandet på opløsningen af Nationalforsamlingen, som præsident Emmanuel Macron bekendtgjorde på valgaftenen efter Europa-Parlamentsvalget 2024, hvor det højreorienterede parti Rassemblement National gik stærkt frem, mens hans egen alliance gik tilbage. Macron meddelte samtidig, at han bliver siddende som præsident uanset resultatet af parlamentsvalget.
Valget domineredes af fire blokke: Ensemble, koalitionen af partier, der bakker op om Macron, den nye venstrefløjsalliance Nouveau Front Populaire, Rassemblement National og det liberalkonservative Les Républicains. Meningsmålingerne spåede, at kampen for alvor ville stå mellem de første tre.
I første valgrunde fik Rassemblement National flest stemmer (33,21 procent), mens Nouveau Front Populaire kom på andenpladsen med 28,14 procent og Ensemble på tredjepladsen med 21,28. Valgdeltagelsen landede på 66,71 procent, hvilket er det højeste niveau siden 1997. I alt 76 kandidater blev direkte valgt i første runde. Oprindeligt ville 444 af RN's kandidater kvalificere sig til anden valgrunde, mens 415 af kandidaterne for Nouveau Front Populaire kunne stille op i anden runde, hvor også 63 af Ensembles kandidater kunne opstille. For at forhindre Rassemblement National i at vinde trak en række af NFP og Ensembles kandidater sig, så der kun i 89 kredse var tre kandidater og blot i to kredse fire.
I modsætning til hvad prognoserne viste klarede Nouveau Front Populaire sig bedst i anden valgrunde, efterfulgt af Ensemble og med Rassemblement National på tredjepladsen. Ingen af de tre store politiske grupper er dog i nærheden af at have flertal alene i Nationalforsamlingen, hvilket blandet andet skyldes landets valgsystem, der bygger på flertalsvalg i enkeltmandskredse. Nouveau Front Populaire har dog meldt ud, at alliancen senest medio juli vil udpege sin premierministerkandidat.

## Valgsystem
| Antal valgkredse med tre- eller firkantsvalg (før kandidater trak sig tilbage) | Antal valgkredse med tre- eller firkantsvalg (før kandidater trak sig tilbage) | Antal valgkredse med tre- eller firkantsvalg (før kandidater trak sig tilbage) | Antal valgkredse med tre- eller firkantsvalg (før kandidater trak sig tilbage) | Antal valgkredse med tre- eller firkantsvalg (før kandidater trak sig tilbage) |
| ------------------------------------------------------------------------------ | ------------------------------------------------------------------------------ | ------------------------------------------------------------------------------ | ------------------------------------------------------------------------------ | ------------------------------------------------------------------------------ |
| År                                                                             |                                                                                |                                                                                |                                                                                |                                                                                |
| 1988                                                                           | 1988                                                                           |                                                                                | 11                                                                             | 11                                                                             |
| 1993                                                                           | 1993                                                                           |                                                                                | 15                                                                             | 15                                                                             |
| 1997                                                                           | 1997                                                                           |                                                                                | 105                                                                            | 105                                                                            |
| 2002                                                                           | 2002                                                                           |                                                                                | 10                                                                             | 10                                                                             |
| 2007                                                                           | 2007                                                                           |                                                                                | 1                                                                              | 1                                                                              |
| 2012                                                                           | 2012                                                                           |                                                                                | 46                                                                             | 46                                                                             |
| 2017                                                                           | 2017                                                                           |                                                                                | 1                                                                              | 1                                                                              |
| 2022                                                                           | 2022                                                                           |                                                                                | 8                                                                              | 8                                                                              |
| 2024                                                                           | 2024                                                                           |                                                                                | 311                                                                            | 311                                                                            |

De 577 medlemmer af Nationalforsamlingen, kaldet deputerede, vælges i enkeltmandskredse for en valgperiode på fem år ved et valgsystem med to valgrunder. En kandidat, der får et absolut flertal af de gyldige stemmer og et stemmetal over 25 % af de registrerede vælgere, er valgt i første runde. I de valgkredse hvor ingen kandidat opnår valg i første valgrunde, afholdes en anden valgrunde mellem de to øverste kandidater og eventuelle øvrige kandidater, der har opnået et stemmetal på over 12,5 % af de registrerede vælgere. Den kandidat, der får flest stemmer i anden valgrunde, er valgt.
En konsekvens af reglen om 12,5 % af de registrerede vælgere er muligheden for såkaldte "trekantsvalg" (triangulaires (fr) på fransk), med 3 eller flere kandidater i anden valgrunde. En høj valgdeltagelse og et mindre antal kandidater i første valgrunde vil øge sandsynligheden for trekantsvalg. Det betød at en høj valgdeltagelse ville være til fordel for Rassemblement National, som stod til at blive det største parti ifølge meningsmålingerne forud for første valgrunde, og som derfor kunne forventes at vinde en større andel af pladserne på grund af et øget antal trekantsvalg i anden runde.
Meningsmålingerne før valget tydede på, at parlamentsvalget i 2024 ville have den højeste valgdeltagelse i årtier med en usædvanlig tredelt vælgerskare, så estimaterne før valget af det potentielle antal trevejskampe var på et hidtil uset højt niveau. Resultatet af første valgrunde var også, at 306 valgkredse stod til trekantsvalg og 5 til firkantvalg. Kandidater som havde kvalificeret sig til 2. valgrunde kunne imidlertid trække sig tilbage fra valget indtil tilmeldingsfristen for anden runde, hvilket mange gjorde, så der endte med at være 89 trekantsvalg og 2 firkantsvalg . Det var første gang siden 1973, at det var firkantsvalg (quadrangulaires på fransk) i anden runde af et fransk parlamentsvalg.